# Poortugaal
Cet article possède un paronyme, voir Portugal.
Poortugaal est un village de la commune néerlandaise d'Albrandswaard, dans la province de la Hollande-Méridionale. Le 1er janvier 2009, Poortugaal comptait 9 760 habitants.
La ville est reliée à Rotterdam, entre autres par la ligne D du métro de Rotterdam.
La localité produisait du lin, des fleurs et des fruits. Les habitants travaillent actuellement principalement à Rotterdam, et en particulier dans la zone portuaire.
Parmi les bâtiments remarquables, une église du 14e siècle, la clinique TBS De Kijvelanden et le centre psychiatrique de Delta.